# Vlag van Huelva

Vlag van de provincie Huelva

De vlag van de Spaanse provincie Huelva bestaat uit een blauw veld met in het midden het provinciale wapen. De vlag werd op 15 september 2010 goedgekeurd door de Provinciale Raad en op 20 september 2010 zijn voorgelegd aan het directoraat-generaal van het lokale bestuur.